# Động Vân Trình
Động Vân Trình là một động lớn, cùng với các động Thiên Hà, động Tiên Cá, động Vái Giời là những hang động đẹp nhất ở Ninh Bình. Động nằm trong núi Mõ thuộc thôn Thượng Hòa, xã Thanh Sơn. Cùng với suối nước nóng Kênh Gà, Động Vân Trình đã được ngành Du lịch Ninh Bình đưa vào quy hoạch xây dựng khai thác khu du lịch Kênh Gà – Vân Trình.
Động nằm trong một quả núi cao hơn trăm mét. Cửa vào động ở lưng chừng núi, cao khoảng 40 m so với mặt đất. Du khách theo tour du lịch vào thăm động sẽ đi bằng thuyền từ bến sông Hoàng Long. Từ thành phố Hoa Lư có thể đi đến động theo trục đường đại lộ Tràng An từ hồ Kỳ Lân qua khu du lịch sinh thái Tràng An, chùa Bái Đính kéo dài tới động.
Diện tích của động Vân Trình rất lớn, khoảng trên 4000 m². Vòm động chỗ cao nhất trên 100 m, dưới vòm là tầng tầng dải nhũ đá óng ánh, muôn màu rủ xuống trông tựa như một bức rèm đá lung linh, lộng lẫy, sàn động có nhiều vân hoa độc đáo. Sâu vào trong động là giếng Rồng có nước tuôn từ dưới lên. Trong động có nhiều nhũ đá lấp lánh với nhiều hình dáng, màu sắc khác nhau. Không khí trong động tương đối thoáng mát và dễ chịu. Xung quanh động là các bức phù điêu nghệ thuật bằng thạch nhũ với đủ các hình của con người, thần tiên, mẹ bồng con, cỏ cây, con vật như con nghê, đại bàng, hổ, rùa, những hòn đá to, nhỏ nhẵn thín tựa như trứng vịt, trứng gà, viên bi, hạt đậu… có nhiều khối đá tựa như những chàng vệ sĩ, các diễn viên đang múa hát, cảnh vua thiết triều, quan thần đứng chầu; có cả đường rộng xuống âm phủ…
Giá trị tâm linh hơn cả ở động Vân Trình là thạch nhũ bằng đá nhô lên hình "của quý" của người đàn ông, nằm đối diện với một lỗ nhỏ gọi là "cửa sinh". Những người hiếm muộn về đường con cái thường sờ tay vào và chui qua cửa đó để cầu may.
Đã có thời gian dài hơn 100 năm cửa động bị vùi lấp (còn gọi là hang Lấp), vì vậy động Vân Trình không có nhiều dấu tích của các danh sĩ để lại nhưng từ năm 2001 được mở và là một điểm đến rất hấp dẫn để các du khách trong và ngoài nước đến tham quan tìm hiểu.

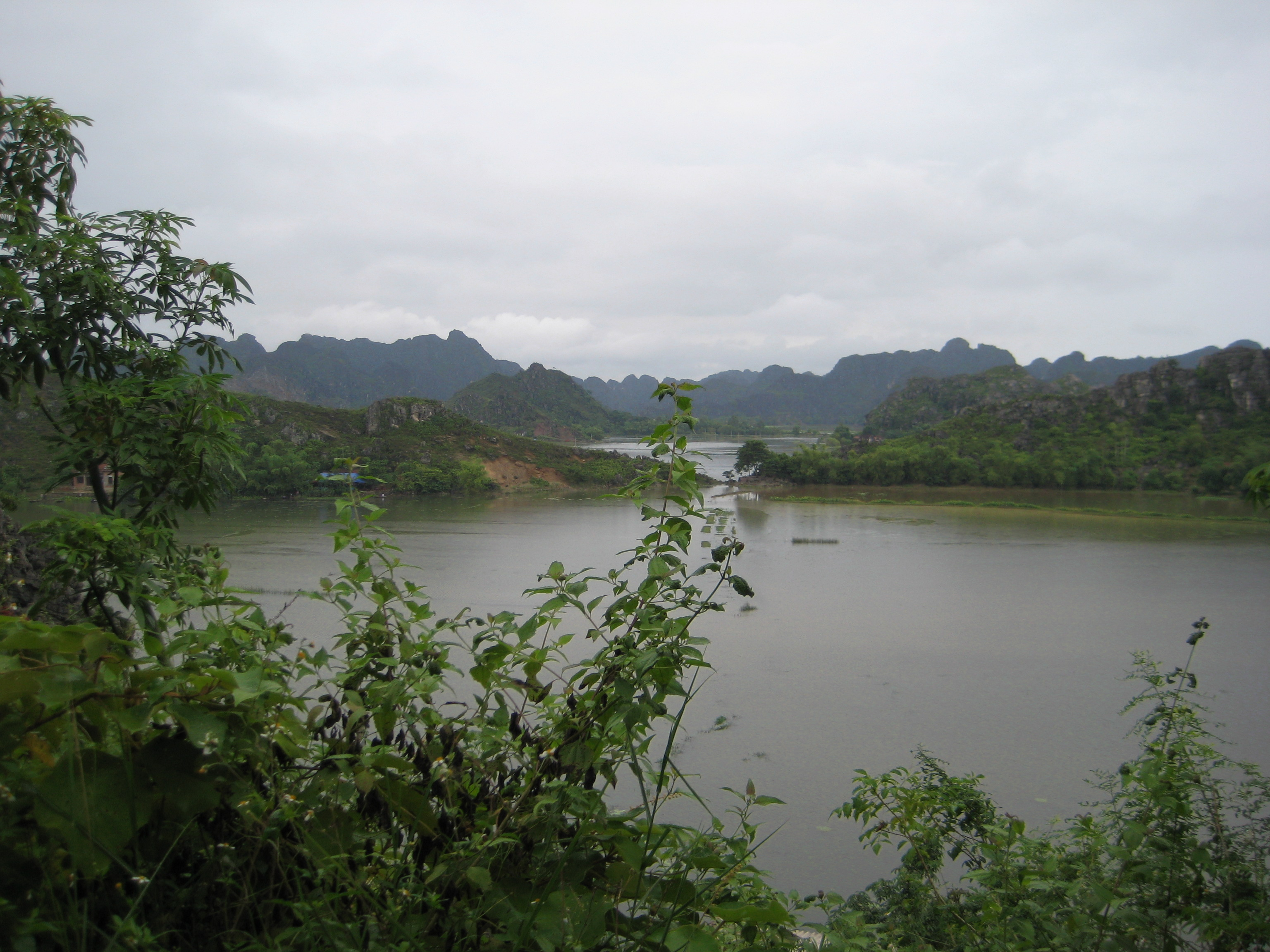
Bên ngoài động
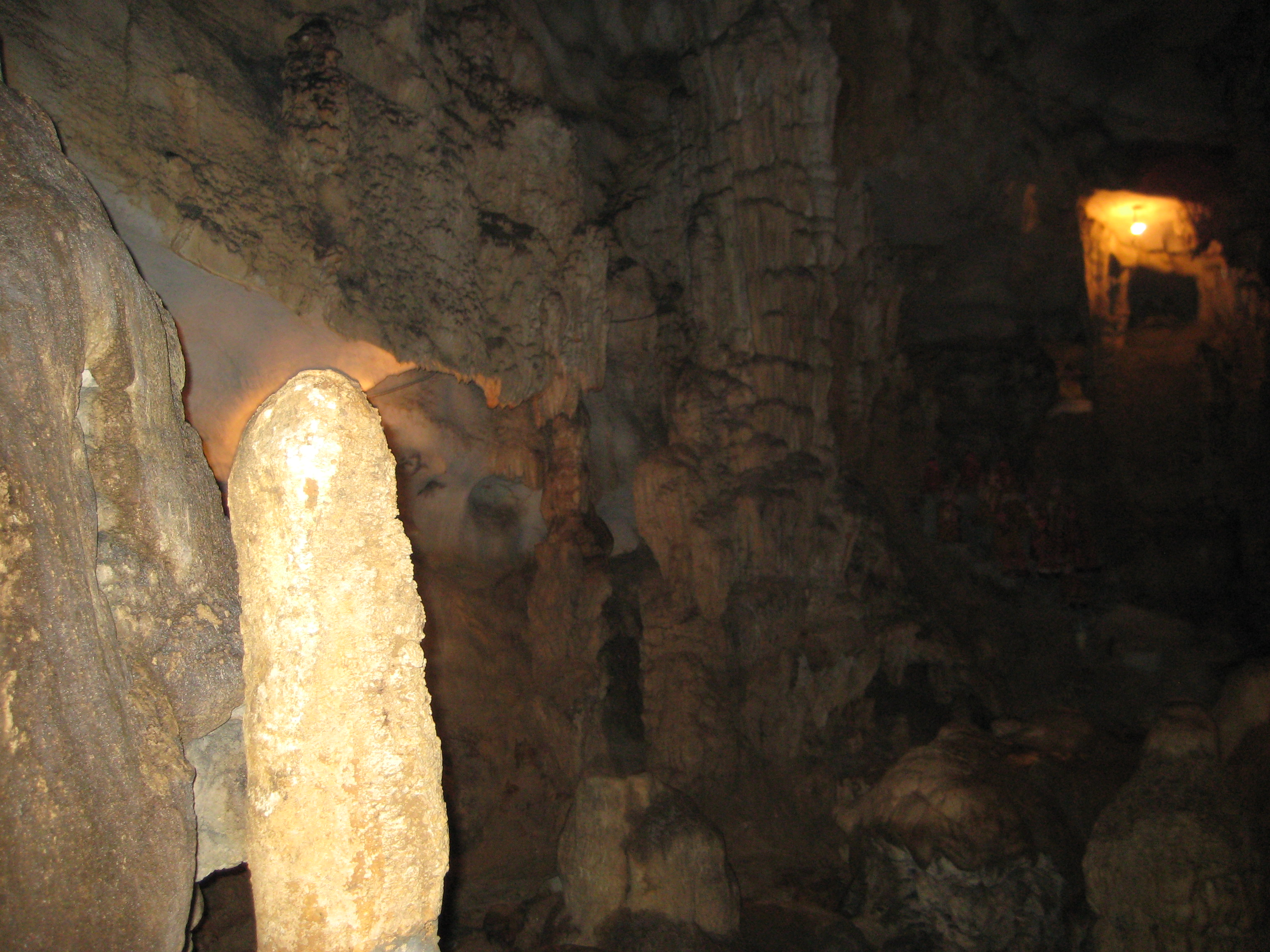
Nhũ đá tự nhiên
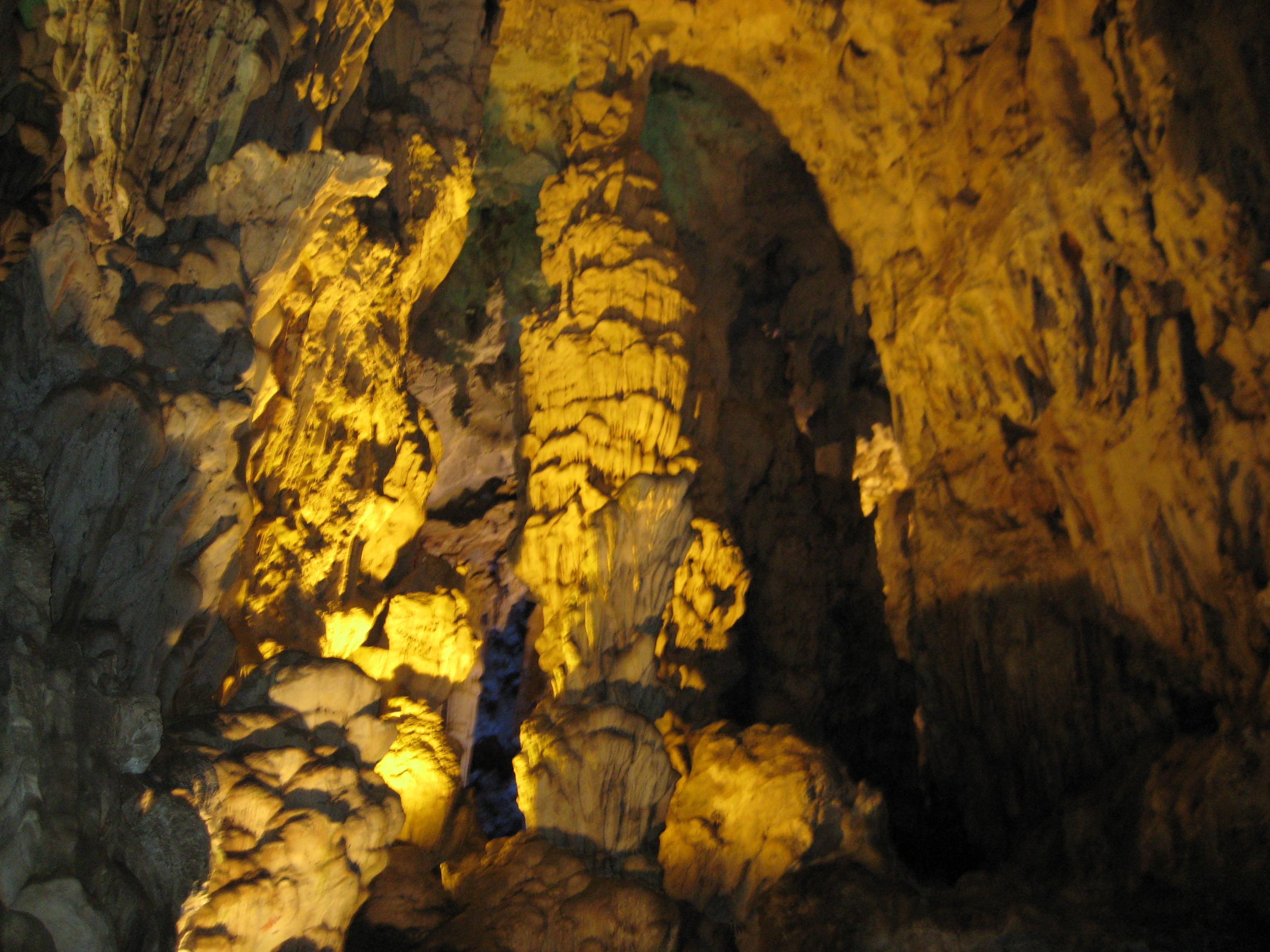
Dưới ánh điện
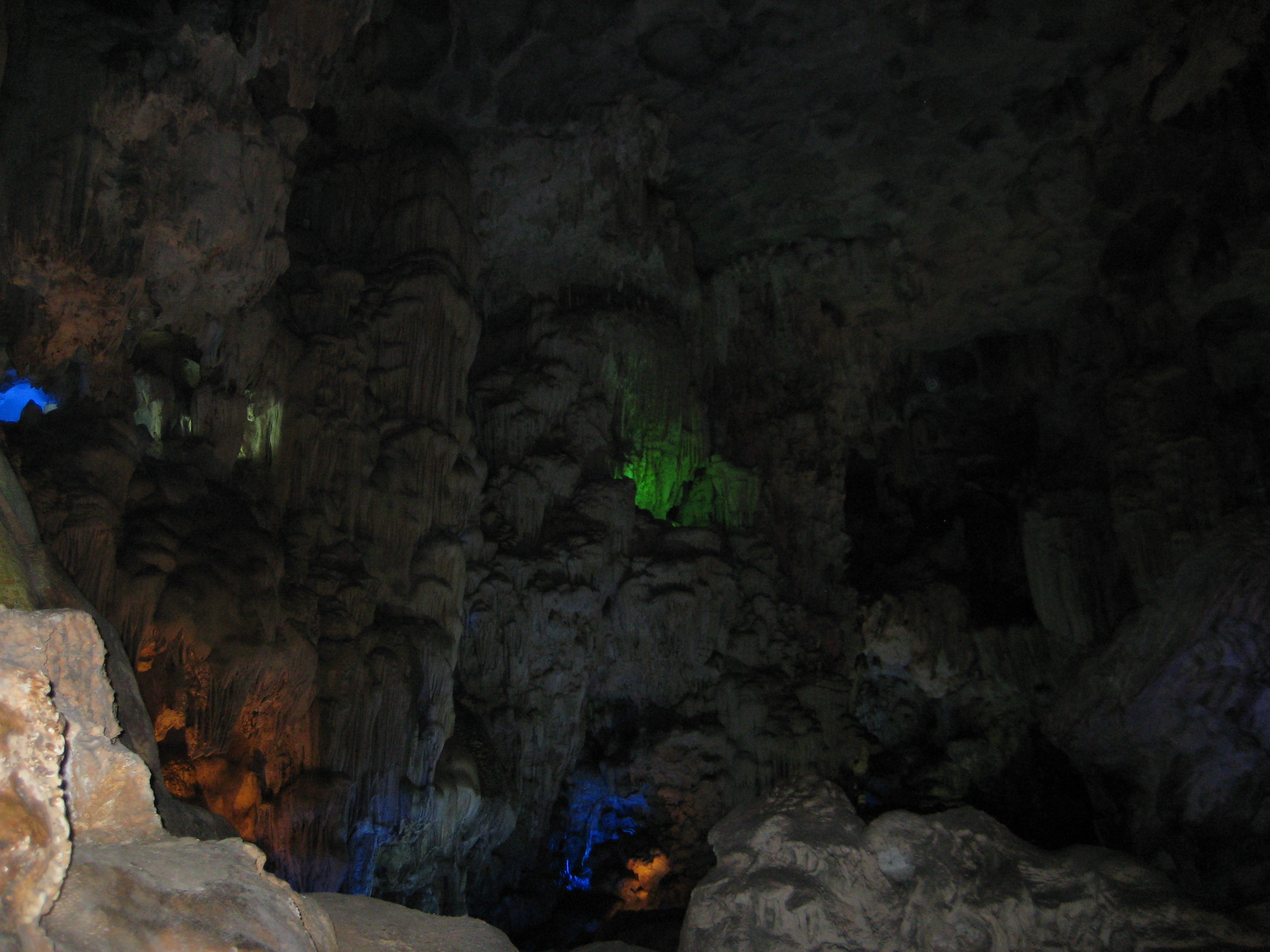
Từ một ngách động

## Thắng cảnh liên quan
Tại xã Thượng Hòa cũ còn có Hang Luồn là hang dạng karst trong núi đá vôi ở sát bờ Bắc sông Hoàng Long.
Cách hang không xa là Động Nham Hao (hay động Ngọc Cao) là hang động nước dài hơn 3 km, xuyên qua dãy núi giáp ranh giữa 2 xã Phú Sơn và Gia Tường, ở liền kề phía Bắc. 